# Universidade Hongik

A Universidade Hongik é uma universidade privada da Coreia do Sul. Possui campi em Seul, em Cidade de Sejong.